# 娄宿增一
娄宿增一，即白羊座ι （ι Ari，拜耳命名法）或白羊座8（佛兰斯蒂德命名法），是一个位于白羊座的联星系统，距离地球约660光年。
娄宿增一是一个光谱联星系统，拥有一颗G-型超巨星，视星等为+5.09。联星系统的旋转周期为1567.7日，在天球的距离为0.01角秒。